# Liste der Stolpersteine in Borken (Hessen)
In der Liste der Stolpersteine in Borken (Hessen) werden die vorhandenen Gedenksteine aufgeführt, die im Rahmen des Projektes Stolpersteine des Künstlers Gunter Demnig in Borken (Hessen) bisher verlegt worden sind.

## Verlegte Stolpersteine
| Adresse                                  | Person, Inschrift | Verlegedatum  | Bild | Anmerkung                                                                                      |
| ---------------------------------------- | --- | ------------- | ---- | ---------------------------------------------------------------------------------------------- |
| Bahnhofstraße 77 · ()                    | Hier wohnte Max Rosenbusch Jg. 1890 deportiert 1941 Minsk ermordet                                                     | 18. Mai 2017  |      |                                                                                                |
| Bahnhofstraße 77 · ()                    | Hier wohnte Flora Rosenbusch geb. Katzenstein Jg. 1894 deportiert 1941 Minsk ermordet                                  | 18. Mai 2017  |      |                                                                                                |
| Bahnhofstraße 106/108 · ()               | Hier wohnte Sally Stern Jg. 1891 Flucht 1934 Palästina                                                                 | 18. Mai 2017  |      |                                                                                                |
| Bahnhofstraße 106/108 · ()               | Hier wohnte Flora Stern geb. Stern Jg. 1888 Flucht 1934 Palästina                                                      | 18. Mai 2017  |      |                                                                                                |
| Bahnhofstraße 106/108 · ()               | Hier wohnte Herta Anna Stern Jg. 1923 Flucht 1934 Palästina                                                            | 18. Mai 2017  |      |                                                                                                |
| Bahnhofstraße 106/108 · ()               | Hier wohnte Lotte Rebekka Stern Jg. 1925 Flucht 1934 Palästina                                                         | 18. Mai 2017  |      |                                                                                                |
| Bahnhofstraße 110 · ()                   | An der Kirche 84/85 wohnte Brunhilde Speier Jg. 1921 Flucht 1937 USA                                                   | 10. Juli 2014 |      |                                                                                                |
| Bahnhofstraße 110 · ()                   | An der Kirche 84/85 wohnte Franziska Speier geb. Rosenbusch Jg. 1893 deportiert 1941 Kowno Fort IX ermordet 25.11.1941 | 10. Juli 2014 |      |                                                                                                |
| Bahnhofstraße 110 · ()                   | An der Kirche 84/85 wohnte Levi Speier Jg. 1885 deportiert 1941 Kowno Fort IX ermordet 25.11.1941                      | 10. Juli 2014 |      |                                                                                                |
| Bahnhofstraße 110 · ()                   | An der Kirche 84/85 wohnte Ursula Speier Jg. 1925 deportiert 1941 Kowno Fort IX ermordet 25.11.1941                    | 10. Juli 2014 |      |                                                                                                |
| Gellenweg 3 · ()                         | Hier wohnte Emma Appel geb. Bergenstein Jg. 1890 deportiert 1942 Raasiku ermordet                                      | 18. Mai 2017  |      |                                                                                                |
| Gellenweg 3 · ()                         | Hier wohnte Manfred Appel Jg. 1912 Flucht 1936 USA                                                                     | 18. Mai 2017  |      |                                                                                                |
| Gellenweg 3 · ()                         | Hier wohnte Edith Appel Jg. 1914 deportiert 1942 Raasiku ermordet                                                      | 18. Mai 2017  |      |                                                                                                |
| Marktstraße 6 · ()                       | Hier wohnte Haune Rosenbusch Jg. 1860 deportiert 1942 Theresienstadt ermordet 30.8.1942                                | 18. Mai 2017  |      |                                                                                                |
| Marktstraße 6 · ()                       | Hier wohnte Dorchen Rosenbusch geb. Schaumberg Jg. 1861 deportiert 1942 Theresienstadt ermordet 17.4.1943              | 18. Mai 2017  |      |                                                                                                |
| Pferdetränke 2 · ()                      | Hier wohnte Johanna Kaufmann geb. Sauer Jg. 1861 gedemütigt/entrechtet tot 21.6.1940                                   | 18. Mai 2017  |      |                                                                                                |
| Pferdetränke 2 · ()                      | Hier wohnte Lieselotte Kaufmann Jg. 1921 Flucht 1939 England                                                           | 18. Mai 2017  |      |                                                                                                |
| Pferdetränke 2 · ()                      | Hier wohnte Paula Kaufmann geb. Sauer Jg. 1893 deportiert 1942 Izbica ermordet 25.5.1942                               | 18. Mai 2017  |      |                                                                                                |
| Pferdetränke 2 · ()                      | Hier wohnte Siegfried Kaufmann Jg. 1882 deportiert 1942 Izbica ermordet 25.5.1942                                      | 18. Mai 2017  |      |                                                                                                |
| Stiegelbachstraße 9 · Kerstenhausen · () | Hier wohnte Rosa Buxbaum Jg. 1877 deportiert 1942 Theresienstadt ermordet 3.2.1944                                     | 18. Mai 2017  |      |                                                                                                |
| Marktstraße 15 · ()                      | Hier wohnte Joseph Rosenbusch Jg. 1884 Flucht 1938 Palästina                                                           | 29. Okt. 2023 |      |                                                                                                |
| Marktstraße 15 · ()                      | Hier wohnte Esther Irma Rosenbusch geb. Lehrberger Jg. 1889 Flucht 1938 Palästina                                      | 29. Okt. 2023 |      |                                                                                                |
| Marktstraße 15 · ()                      | Hier wohnte Fanni Rosenbusch Jg. 1893 Flucht 1938 England                                                              | 29. Okt. 2023 |      |                                                                                                |
| Bahnhofstraße 86                         | Hier wohnte Adele Emma Rosenmund Jg. 1878 Deportiert 1941 Minsk Ermordet 1941                                          |               |      |                                                                                                |
| Bahnhofstraße 63                         | Hier wohnte Hermann Leichentritt Jg. 1885 Flucht 1933 Palästina                                                        |               |      |                                                                                                |
| Bahnhofstraße 63                         | Hier wohnte Jenny Leichentritt Jg. 1892 Flucht 1933 Palästina                                                          |               |      |                                                                                                |
| Bahnhofstraße 63                         | Hier wohnte Günter Leichentritt Jg. 1928 Flucht 1933 Palästina                                                         |               |      |                                                                                                |
| Bahnhofstraße 63                         | Hier wohnte Ernst Leichentritt Jg. 1930 Flucht 1933 Palästina                                                          |               |      |                                                                                                |
| Bahnhofstraße 72                         | Hier wohnte Leopold J. Lerberger Jg. 1888 Deportiert 1941 Riga Ermordet 07.1944 Riga-Jungfernhof                       |               |      | Stolpersteine liegen an falscher Adresse (Bahnhofstraße 55). Richtige Adresse Bahnhofstraße 72 |